# David Rendall
David Malcolm Montague-Rendall (Londra, 11 ottobre 1948 – New Forest, 21 luglio 2025) è stato un tenore britannico.

## Biografia
Nato a Londra nel 1948, studiò canto alla Royal Academy of Music e al Mozarteum, facendo il suo debutto al Glyndebourne Festival nel 1975 in un allestimento dell'Eugenio Onegin. Nello stesso anno fu Ferrrando nel Così fan tutte, portato in tournée nel Regno Unito dalla compagnia itinerante di Glyndebourne; tornò ad interpretare la parte nel 1976 a Glyndebourne, dove apparve successivamente come Belmonte ne Il ratto dal serraglio (1988), Tom Rakewell ne La carriera di un libertino (1989), Gabriele Adorno in Simon Boccanegra (1989) e Otello (2001, 2005).
Sempre nel 1975 esordì al Covent Garden nel ruolo del cantante italiano ne Il cavaliere della rosa. Cantò regolarmente alla Royal Opera House fino al 1990, apparendovi in ruoli quali Des Grieux in Manon, il Duca di Mantova in Rigoletto, Don Ottavio in Don Giovanni, il Conte ne Il barbiere di Siviglia, Matteo in Arabella, Giacomo ne La donna del lago, Flamand in Capriccio e il giovane marinaio in Tristano e Isotta. La sua attività sulle scene londinesi incluse anche un lungo sodalizio con l'English National Opera, con cui cantò regolarmente tra il 1976 e il 2004, in ruoli quali il Duca di Mantova, Otello, Rodolfo, Tristano, Pinkerton, Cavaradossi, Don José, Erik, Faust, Leicester e Luigi.
Attivo anche sulle scene internazionali, fece il suo debutto nordamericano nel 1977 come Tamino ad Ottawa, mentre nel 1978 fu Alfredo e Rodolfo con la New York City Opera e Don Ottavia alla San Francisco Opera. Sempre nel 1978 esordì alla Wiener Staatsoper come Don Ottavio, tornandovi dieci anni dopo per cantare come Matteo in Arabella. Nel 1978 cantò anche come tenore solista nel Te Deum con la Wiener Philharmoniker, diretto da Herbert von Karajan al Musikverein.
Nel 1980 esordì come Ernesto nel Don Pasquale al Metropolitan Opera House, dove cantò in centotrentaquattro rappresentazioni fino al 1988; al Met il suo repertorio annoverava le parti di Alfred ne Il pipistrello, David ne I maestri cantori di Norimberga, Alfredo, Tamino, Belmonte, Tito, Don Ottavio, Ferrando, Idomeneo, Lensij e Matteo. Sempre nel 1980 fece il suo debutto all'Opéra Garnier nel ruolo di Ferrando; del 1991 è, invece, l'esordio all'Opéra Bastille, ove cantò come Pamino (1991, 1993) e Hoffman (1993). Nel 1983 fu il Faust di Berlioz a Lione. Il debutto al Teatro Colón avvenne nel 1981 come Lindoro ne L'italiana in Algeri e qui tornò anche come Don Basilio ne Le nozze di Figaro (1992) e Pilade in Ifigenia in Tauride (1994).
Nel 1991 cantò come protagonista del Werther all'Opera di Lipsia. Nel 1994 fu Lohengrin all'Opéra national du Rhin e nel 1996 fu Hoffman al Teatro Carlo Felice, dove tornò l'anno dopo come Don José; sempre nel 1997 fece il suo debutto alla Portland Opera come Canio in Pagliacci. Nel 1999 fu Otello al Teatro Massimo Vittorio Emanuele di Palermo e nel 2001 esordì al Teatro alla Scala nella medesima parte, interpretando nuovamente il Moro alla Semperoper nel 2002 e a Tokyo nel 2003, durante una tournée scaligera in cui fu diretto da Riccardo Muti e cantava accanto allo Iago di Leo Nucci. Nel 2005 fu Laio nell'Œdipe di George Enescu al Teatro Lirico di Cagliari, mentre nel 2006 cantò nel ruolo del Re ne La leggenda di Sakùntala al Teatro dell'Opera di Roma e fu Otello e Tristano al Teatro Municipale di Santiago; tornò a Santiago nel 2008 come Riccardo in Un ballo in maschera.
La sua carriera fu costellata da incidenti in scena. Nel 1998, ad esempio, pugnalò accidentalmente un suo collega con un'arma di scena difettosa durante le prove di Pagliacci a Milwaukee, mentre nel 2005 rimase gravemente ferito quando, mentre cantava come Radames al Teatro reale danese, parte della scenografia gli crollò addosso, fratturandogli diverse ossa. Ciò ridusse notevolemente la sua attività sulle scene dai primi anni duemila e dal 2015 si dedicò all'insegnamento, sia alla Royal Academy of Music che privatamente nella sua casa dell'Hampshire. Fece una delle sue ultime apparizioni sulle scene nel 2016 come Triquet nell'Eugenio Onegin al Dorset Opera Festival.
Dopo un primo matrimonio con Kathryn George, da cui ebbe una figlia prima del divorzio, si risposò con il mezzosoprano Diana Montague nel 1990; la coppia ebbe quattro figli. Rendall morì dopo una lunga malattia nel luglio 2025 all'età di settantasei anni.

## Discografia parziale
- 1977 - Mozart, Così fan tutte - Kiri Te Kanawa, Frederica von Stade, Teresa Stratas, David Rendall, Philippe Huttenlocher, Jules Bastin, dir. Alain Lombard. Erato.
- 1982 - Donizetti, Maria Stuarda - Janet Baker, Rosalind Plowright, David Rendall, dir. Charles Mackerras. Chandos.
- 1983 - Puccini, La rondine - Kiri Te Kanawa, Plácido Domingo, Leo Nucci, David Rendall, Mariana Nicolesco, dir. Lorin Maazel. CBS
- 1985 - Mozart, Requiem - Daniel Barenboim, Kathleen Battle, Choeur de l'Orchestre de Paris, Ann Murray, Orchestre de Paris, David Rendall, Matti Salminen. EMI